# Chi è che canta laggiù
Chi è che canta laggiù (in serbo Ко то тамо пева?, Ko to tamo peva, in italiano anche Chi canta laggiù) è un film jugoslavo del 1980 diretto da Slobodan Šijan. Mette in scena nel breve spazio di un autobus uno spaccato di società, mostrando con «l'estetica quasi neorealista, l'umorismo basato sui caratteri, la semplicità dell'immagine e la sincerità dell'espressione», il destino collettivo di un popolo che si avvicina alla guerra.

## Trama
Nell'aprile del 1941, un autobus vecchio e scassato attraversa la campagna serba intrecciando in modo comico e grottesco le storie personali dei passeggeri.